# Granhammarskyrkan

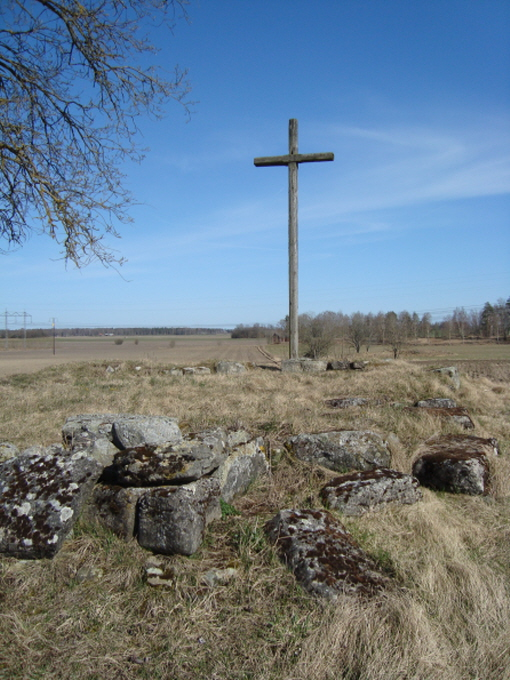
Granhammarskyrkan

Granhammarskyrkan är en ruin efter en medeltida gårdskyrka från 1100-talet belägen nära byn Östra Granhammar i Vintrosa socken väster om Örebro.
Ruinen genomgick arkeologisk utgrävning på 1880-talet. Man konstaterade då att kyrkan varit cirka 15,7 meter lång och 6,7 meter bred. 
Platsen kallas idag för "Kyrkberget". Området är klassat som fast fornlämning av Riksantikvarieämbetet, med RAÄ-nummer Vintrosa 23:1.

## Historik
Geologen Stolpe undersökte terrängen på 1870-talet. Han uppgav att ett fem fot långt stycke av en dekorerad pelare av sandsten och bitar av murbruk hade hittats på sommaren 1872. Enligt sägnen "skulle en kyrka här hafva stått". På 1880-talet skulle bonden Walin jämna ut kullen där ruinen visade sig ligga. Han gjorde då flera märkliga fynd varför Riksantikvarieämbetet organiserade en utgrävning.

## Arkeologisk utgrävning
Vid en undersökning av Emil Eckhoff på 1880-talet konstaterades att en liten kyrka med västtorn, långhus och kor legat där. Följande utgrävning visade att kyrkans murar var av kalk- och sandsten. Murarnas tjocklek var cirka 1.2–1,4 meter. Kyrkans enda ingång på långhusets sydvästvägg var cirka 80 centimeter bred. Långhuset hade en längd av 6,2 meter och en bredd av 4,5 meter. Koret var nästan kvadratiskt, 3,1 meter x 3,0 meter. Tornets storlek gick ej att konstatera.
Förutom ovannämnda pelare hittades ett fragment av en dopfunt och ett stenkors. Dessa fynd förvaras på Statens historiska museum i Stockholm.
Inga fynd av mynt gjordes vid utgrävningen.
1934 fann markägaren Martin Palm vid plöjning runt kyrkoruinen en gravhäll med runor som daterades till 1100-talet. Under den fanns människoben vilket tyder på att en begravningsplats funnits vid kyrkan. Gravhällen som var splittrad i tre delar förvaras på Örebro läns museum sedan 1953.
Kyrkoruinen konserverades 1934. Vid altaret har ett kors av furu satts upp.